# Поляк Мартин Семенович
Поляк Мартин Семенович (18 лютого 1925 —2008) — радянський медичний діяч, кандидат медичних наук

## Життєпис
Народився 18 лютого 1925 у Одесі. У 1941 закінчив у м. Сталіно 9 класів та був евакуйований з батьками в Баладинський район Саратовської області.
У 1942 закінчив 10 клас і був призваний в Червону Армію. Отримав направлення до Харківського Червонопрапорного училища хімзахисту. Після закінчення училища у званні лейтенанта був призначений командиром взводу в 6-у Гвардійську повітряно-десантну бригаду. Бригада незабаром була переформована в 322-й Гвардійський стрілецький полк у складі 9-ї Гвардійської армії 3-го Українського фронту.
Брав участь у боях в Угорщині, Чехословаччини, Австрії. У бою за м. Секешфехервар був поранений у праве стегно.
У липні 1946 з армії демобілізований. Після повернення в м. Сталіно з 1946 по 1951 навчався в медичному інституті, який закінчив з відзнакою та був розподілений лікарем-рентгенологом в рудничної лікарні м. Макіївки. Далі — там же працював завідувачем рентгенівським відділенням, заступником головного лікаря лікарні.
З січня 1957 по вересень 1959 — лікар-рентгенолог обласної клінічної лікарні ім. Калініна. У вересні 1958 зарахований асистентом кафедри рентгенології та медичної радіології Донецького медінституту. В 1966 захистив кандидатську дисертацію. В травні 1967 — доцент кафедри. З 1983 по 1987 виконував обов'язки завідувача кафедри. З липня 1987 — доцент кафедри.
Активно працював у громадських організаціях медінституту, в товаристві «Алеф» при донецькому Хесед, був заступником голови Ради ветеранів Донецької міської організації євреїв-інвалідів Вітчизняної війни та учасників бойових дій.
Помер у жовтні 2008.

## Науковий вклад
Автор 222 друкованих праць, однієї монографії, 19 раціоналізаторських пропозицій. Постійно виступав з лекціями і доповідями на заходах громади.

## Нагороди
- орден Вітчизняної Війни I ступеня
- орден Богдана Хмельницького
- медаль «За відвагу»
- медаль «За взяття Відня»
- «Почесний ветеран повітряно-десантних військ»
- 3 медалі Держави Ізраїль.